# 中国産食品の安全性
中国産食品の安全性（ちゅうごくさんしょくひんのあんぜんせい）では、中華人民共和国産食品の安全性に関する問題を扱う。

## 中国国内の概況
中華人民共和国の主要な農産物には米、トウモロコシ、小麦、大豆、綿、リンゴ、主要な畜産物は豚肉、牛肉、乳製品と卵などがある。中国の農業のシステムはそのほとんどが小さな地主農家と自給自足の農家によって成り立っている。しかし中国の耕作可能地は他国より狭く、農家は高い生産性を維持するため肥料と農薬を集中的に使用している。
中国の社会主義計画経済時代には、食料政策は品質面よりも量的確保が重視されたため、衛生面は軽視され、制度的整備も十分ではなかった。改革開放以降の1995年になってようやく食品衛生法が制定された。経済成長に伴い、中国の生産物や食品は世界市場と都市部のスーパーマーケットに出荷されるようになり、1990年代後半には中国の農場は特定の作物用により専門化され、地方の市場は国内外の市場により強く連結されるようになった。しかし、地方当局は中央政府が介入しない限り、大まかな規制しか行ってこなかった。
中国は2001年にWTOに加盟するが、その翌年の2002年の中国の食品工業の生産高は1兆元程度だった。しかし2009年には約5兆元となり7年で5倍となった。なかでも肉製品、乳製品、缶詰の生産額が増大し、中国都市部の食生活は高度化し、また多様化が急速に進んだ。
一方で中国では特供体制と呼ばれる、中国共産党幹部には新鮮で安全な食材を提供される制度が毛沢東時代からあり、庶民より衛生的な食生活を送っていた。
中国政府は2000年頃より食品輸出促進のための政策をとるようになり、先進国をはじめとする国際社会の食品安全基準は中国を貿易差別するもので「緑色貿易障壁」だとして国際社会を非難したが、その後、国家品質監督検査検疫総局（質検総局）などを創設するなど制度整備に急速に取り組むようになった。輸出食品の品質向上が優先される一方、国内流通の食品安全対策は遅れたままとなり、2000年代・2010年代には、様々な食品汚染問題が、中国国内および輸出品目においても多発するようになった。

### 食の安全性をめぐる事件の相次ぐ発覚
中国における食品生産システムの変化、また収入増加により都市部の消費者が生活の質の向上をより強く求められるようになってきたなか、経済的利益追求のために悪徳業者が横行し、人体に健康被害をもたらす有害な食品が多数流通するといった食品への安全性の認識を高めるきっかけとなる事件が多数報道されていく。
2002年に香港で毒菜（中国本土では『問題菜』と呼称）被害が報道され、また香港では毒菜の扱いを警告する野菜用洗剤のコマーシャルメッセージが放映された。
2003年には各国で使用が禁止されているDDTが中国茶から検出され（2005年にも検出）、2004年に安徽省偽粉ミルクによる幼児が死亡する事件が発生、また成都市や四川省で作られた漬物から残留農薬が検出され、また理髪店から回収された人毛からアミノ酸を抽出加工して作られた人毛醤油が日本など外国へ輸出されていると中国中央電視台が放映した。2005年には禁止されている着色料スーダンレッドが使用されていることが判明した。
2008年9月には、甘粛省でメラミンにより汚染された粉ミルクが発覚し、国際社会も輸入停止措置を行った（中国のメラミン入りミルク事件）。
こうした事件が相次ぐなか中国の国民のなかで食品の品質、安全性、加工過程の安全に関する要求も高まり、都市部の居住者やスーパーマーケットは中国政府やメディアの食品問題に対する姿勢に関心を払うようになってきた。
例えば、朝日新聞社が日本で行った世論調査では、中国から輸入される食品の安全性を「あまり信頼していない」、「まったく信頼していない」と回答したのはそれぞれ、51%、38%に上り、「ある程度信頼している」と回答した10%を遥かに上回る結果となった。なお「大いに信頼している」は0%だった。
中国政府は対応を迫られ、衛生管理を強化したり、事件等の調査などに取り組み（#中国政府の対応参照）、2003年3月に国家食品医薬品監督管理局を設置し、「食品安心工程」「食品安全行動計画」などを公表、2007年には国家食品薬品安全第11期5カ年計画が発表された。2009年2月には食品安全法が施行された。
しかし、その後も中国国内での食品問題は続出し、2010年には下水道の汚水を精製した地溝油（ちこうゆ）という油を食用油として中国全土の飲食店で多数使われていたことや、2011年2月には中国でカドミウムを含んだ米が流通していたことがわかり、さらに中国で生産された米の10％がカドミウム汚染米になっていると中国政府調査や研究者による調査で明らかになった。
このほかにも、肉を赤くするために染料など有害な物質を使用した「赤身化剤肉」（呼吸困難で死亡することも）、重量を重くするために水を注入した「注水肉」なども流通している。中国衛生部弁公庁による2010年の食中毒調査では微生物性食中毒が4585人、化学性食中毒が682人、有毒動植物食中毒が1151人であった。キノコからはホルムアルデヒドが検出された。
2009年の李銅山による調査では、重金属汚染耕地は2000万ヘクタール、農薬汚染耕地は900万ヘクタール、汚水灌漑汚染耕地は216.67万ヘクタール、大気汚染耕地は533.33万ヘクタール、個体廃棄物堆積・毀損耕地は13.33万ヘクタールとなっている。また、中国での水質調査では中国の河川70％が工場廃水によって汚染されており、そのうち40％は基本的に使用できない状態であり、また都市部を流れる川の95％が重度の汚染状態にあると報告された。
2013年3月23日の中国中央電視台の番組では、上海市の黄浦江で病死した豚が1万5000頭漂流した事件、および病死した豚を買い付け転売する違法業者についても報道され、河川汚染が指摘された。
2013年の中国当局の食品安全取締による代表的な事件として、キツネ、ミンク、ネズミの肉に着色料等を添加、ネズミ肉等を羊肉であるかのように装い上海や江蘇省蘇州の市場で販売した業者関連の集団摘発がある。このネズミ肉等が偽装され販売流通していた件ついて、中国国内では限定的に報道され、外国メディアも驚きをもって伝えた。
2024年、雲南省にある学校の食堂で腐敗した豚肉が使用された。甘粛省天水市内の幼稚園では2024年5月以降、給食の「見た目」を良くして新規の入園者を増加させることを目的に、鉛を含有する「絵の具用顔料」で着色した蒸しパンや饅頭などを園児に提供しており、地元当局が2025年7月上旬に実施した検査では、蒸しパンなどから国家基準の2000倍を超す濃度の鉛を検出し、園児251人のうち233人の血中鉛濃度が異常値を示していることも判明した。この件は、多くの園児たちが数カ月にわたり下痢や抜け毛、鼻血などの症状を訴えたことから発覚した。なかには脳障害や神経障害とみられる異常行動を示す園児もおり、201人の園児が「慢性鉛中毒」の疑いで緊急入院する事態となった。
このように中国国内でも野菜、コメ、果物、茶葉などの残留農薬、高毒農薬検出、違法添加物の使用、重金属汚染等による有毒食品、動物用医薬品や抗生物資などの超過残留などの事例発生が後を絶たず、また、工場からの排ガス・排水等による河川汚染、土壌汚染などの環境汚染によって、汚染農産物が生産され輸出もされている。
2011年に中国国家統計局黒竜江省によるハルピンでの世論調査では71％が中国産食品に失望していると回答した。
こうした食品汚染問題で、最大の要因が「企業モラル」にあるとされる。企業モラルを高度に維持することで食品安全を確保するには、政府の指導、消費者の監視、企業の自覚の3つが欠かせないが、中国では、政府系企業が中国共産党の指導下になっているケースが多く、そのため企業への政府の指導が癒着などで厳正に行われないこともあり、また消費者がそうした企業を批判する自由にも実質的な制約がある。
中国における食品の安全性確保のためには、行政と企業の分離や、適正な社会的監視等が必要と指摘されている。中国国内での食品安全の検査監督は衛生部と農業部が主な機関であるが、2012年時点でも検査体制の整備は十分ではない。2025年には鉛入り給食を食べた幼稚園児らの血液検査を実施した病院が検査結果を捏造するという実態も明るみに出ている。

## 食品ごとの事例

### 茶
中国茶について、日本や中国国内では特に低級なお茶について安全性の問題が指摘されている。
2000年の日本での食用花、ハーブ茶、健康茶の検査では中国茶サンプルのすべてから有機塩素系の残留農薬DDTやMEP（フェニトロチオン）が検出された。
DDTは発癌性であるため日本では1971年に農薬使用が禁止され、1981年には化学物質の審査及び製造等の規制に関する法律で製造も禁止された。
同調査では日本製品サンプル、またその他の国のサンプルでも同様に検出され、検出農薬数は中国では14、日本では5、その他の国では7であった。日本の食用花からはエトフェンプロックス、MEP、PAP、クロルピリホス、プロチオホス、EPNが検出された。
中国では「中国茶を飲むのは農薬を飲むのと同じようなもの」として農薬茶という言葉があり、最初の1杯目を捨てるのは農薬を落とすためともされる。2003年には各国で使用が禁止されているDDTなどの肝臓等に障害を引き起こす有害農薬が、市販の中国茶から検出された。
2005年にも高級茶からDDTが検出される事件があった。こうしたお茶を長期にわたり飲み続けると、慢性中毒になるという。また、農薬よりも毒性の強い成分を含んだものを、毒茶という。2005年には、「碧緑春」（蘇州の高級茶）から大量の鉛が検出された。
2005年の中国の国家質量監督検査検疫総局による中国茶の検査合格率は68.6%で、3割は不合格であった。その後もジャスミン茶から殺虫剤が検出されるなどしている。また、「ゴミ茶」 という農薬や重金属が含まれ、本来であれば廃棄されるべきお茶を指す言葉もあり、中国のレストランでタダででてくるお茶に使われることがあり、飲み続けると中毒や肝臓・神経に悪影響がある。
日本ではペットボトルの茶系飲料の需要が急激に伸びた影響で、中国国内ではあまり売れない中級、下級の烏龍茶を輸出していたが、残留農薬等に関するポジティブリスト制度の影響で輸出量は大幅に減少した。地域によっては輸出量が半分以下になったという。

### ダイエット食品
2000年（平成12年）から2001年にかけて、牛・豚・羊などの甲状腺を乾燥し粉末にした乾燥甲状腺（甲状腺ホルモン） を含んだ中国製ダイエット食品を服用後、健康被害症例が発生した。
無承認医薬品の「之素嚢」「ハイパータイト」「ドリームシェイプ」などから甲状腺末成分のチロキシンなどが検出された。2002年には未承認医薬品「御芝堂減肥こう嚢」を服用した者に肝機能障害が発生、1名が死亡、また未承認医薬品「せん之素こう嚢」からは乾燥甲状腺末とフェンフルラミンが検出し、厚労省は使用中止を呼びかけた。
このほか「華北痩美」「蜀宝」「繊之素膠丸」服用による肝機能障害、未承認医薬品「茶素減肥」「SITING」「チャレンジ41」「オロチンチャス」「COMET」「千百潤痩身」などからも同様の症例が出た。
2005年（平成17年）5月24日には「天天素（てんてんそ）」からマジンドールや日本で承認されていないシブトラミンなどが検出された。
マジンドールの服用量は成人1日1回0.5 mg、最高1日1.5 mgと制限されているが天天素1カプセルあたり1.4mgものマジンドールが検出し、またシブトラミンはアメリカ合衆国でも使用されているが2002年のFDA報告ではこれを含む薬で25人が死亡している。
ほかにも天天素からは、未承認下剤フェノールフタレインとダイオウも検出された。
2006年7月12日までに45製品から合計796人に健康被害が発生し、4名が死亡した。

### 粉ミルク・乳製品

#### 偽粉ミルク（2004）
2004年4月、安徽省阜陽市で少なくとも13人、また同省内の50 - 60人以上の幼児が偽粉ミルクを飲み栄養失調で死亡した（中国語で「阜陽劣質奶粉事件」）。
同省内の100 - 200人の幼児も栄養失調に陥ったが辛うじて命を取り留めた。阜陽市の偽粉ミルクの製造、販売の責任を負っていた47人の公務員が逮捕され、調査員により阜陽市の食料品店で45種類もの他の偽商品が見つかった。
141以上の工場が偽粉ミルクの製造に関わり、中国政府は4月中旬までに偽粉ミルクが入った2540のバッグを押収した。
国家食品薬品監督管理局は2004年5月に調査を開始した。医師によると、幼児は巨頭症を患っていた。幼児は粉ミルクを飲んで3日以内に頭部が膨張し、栄養失調のためやせてしまった。国が定めた基準ではタンパク質を10%含まなければならなかったが、偽粉ミルクはわずか1 - 6%しか含んでいなかった。
政府は遺族に対する賠償と被害者家族の医療費を援助することを約束した。

#### メラミン入り粉ミルク・乳製品（2008）
2008年9月8日、甘粛省蘭州市の中国人民解放軍第一医院の李文輝医師は、6月28日以来メラミンで汚染された粉ミルクを飲んだ乳児14人が腎臓結石になっていたことを明らかにした。粉ミルクは河北省石家荘市の「三鹿集団」によって製造され、同社は8月6日以前に製造した粉ミルク700トンの自主回収を決定した。
中国衛生部当局は全国調査を行い、質検総局は数度に渡り、中国国内の乳製品検査を行った。
9月14日、河北省当局は三鹿集団にメラミン入りの牛乳を売った搾乳業者2人を逮捕したと発表。その後も警察当局による違法業者の摘発が行われている。
東京新聞は石家荘市を取材し、酪農家やブローカー、メーカーが金もうけに走るあまり安全性をなおざりにし、行政はそれを黙認していたと指摘。この事件が偶発的なものではなく構造的な問題があったと報道している。
こうした手口は少なくとも2005年の4月には行われていた。
2008年9月18日、質検総局は「伊利集団」「蒙牛集団」「光明集団」の牛乳からもメラミンが検出されたと発表し、さらにヨーグルトやアイスクリーム など乳製品を利用した製品全体に被害が拡大。また、香港、台湾、シンガポールでも中国製乳製品を利用した製品からメラミンが検出された。
2008年9月20日、丸大食品は伊利集団製の牛乳を使用していた5つの商品をメラミン混入の可能性があるとして回収を発表し、その後の検査でメラミンが検出された。9月20日にシンガポール、9月21日に台湾、9月23日にフィリピン、9月24日にインドネシア、9月25日に韓国、EU、インド、ベトナム が中国製乳製品の輸入停止をそれぞれ発表し、他にも東南アジア諸国が中国製乳製品の輸入禁止を発表した。
日本では9月22日に全国知事会長の麻生渡福岡県知事が中国製乳製品の輸入禁止を政府に求めた が、厚生労働省が輸入業者に対して中国製乳製品を利用した商品のメラミン検査義務付けを通知しただけに止まっている。
2008年9月22日、三鹿集団製の粉ミルクから有害細菌エンテロバクター・サカザキが検出された。また同日、この事件の責任を取り、質検総局の李長江局長は辞任した。
メラミン問題などの発生を受けて中国製の乳製品を利用してきた日本のメーカーも中国以外から原料を調達するよう見直しを迫られ、中国の消費者も安全を求めて日本や米国製の粉ミルクを買い求めた。
2008年9月26日、英国のピーター・マンデルソン大臣が、中国性製品の安全性をアピールするため、報道陣の前で中国製の乳製品を飲むパフォーマンスを行い、これを温首相が激賞した。しかし、マンデルソンはその9日後に腎臓結石と診断されて入院した。
9月30日、共産党宣伝部が国内メディアに対しこの問題に関して新華社が配信する記事以外の報道を控えるよう通知していたことが明らかになった。
10月1日、中国政府は安全性が確保されるまで輸出停止する旨を各国に通知した。
2008年10月3日、中国の李毅中工業情報相は、乳製品市場の急速な拡大に行政側の検査体制と企業の品質管理システムの整備が間に合わなかったとの見方を示した。
10月4日、中国農業部はメラミンが乳牛用の飼料に含まれていたことを明らかにし、10月6日、農林水産省は輸入・製造業者に対して中国産飼料のメラミン含有検査と混入が確認された場合の使用自粛を指示した。河北省に住む被害を受けた男児の両親は汚染粉ミルクを製造した三鹿集団を相手取り、15万元（約240万円）の賠償を求めて提訴し、他にも集団訴訟の準備が進められているが、こうした動きに対して中国当局は妨害を行っている。
2008年12月、三鹿集団は破産申請をした。
2009年1月22日、河北省石家荘市の中級人民法院は、酪農業者ら2人に死刑を、三鹿集団の元会長田文華に無期懲役の判決をそれぞれ言い渡した（田被告は控訴）。これまでに腎臓結石で乳幼児6人が死亡、29万人が被害を受け、メラミンを混入した企業は22社、60人が逮捕されている。

#### 革牛乳（2011）
牛乳の中に革の廃棄物を含んだ「革牛乳」が話題になっていることから、2011年2月12日中国農業部は牛乳サンプルの一部の品質検査に、「皮革たんぱく粉」の有無を調べる検査を実施するよう通達を出した。「皮革たんぱく粉」は古い皮革製品や動物の体毛を溶かして粉状にしたもので、毒性の強い六価クロムの1種の重クロム酸カリウムや重クロム酸ナトリウムが含まれ、人体に吸収されると中毒症状や死に至ることもあるとされる。

### 汚染漬物
2004年6月、成都市品質管理局は成都市で生産された漬物のうち、添加物基準をクリアしたのはそのわずか23%しかないことを公表した。
また添加物の表示が推奨されていたラベルに不正な表示がされていたことも見つかった。
四川省の漬物工場では工業用塩が使われ、出荷前に大量のジクロルボスを含んだ農薬が噴霧されていた。

#### キムチ
2012年11月、中国から韓国に輸出されているキムチの白菜に、防腐剤としてホルマリンが使われていることが報道され、安全性が話題となった。2021年3月には、中国のキムチ工場で、漬かった白菜をさびた掘削機で運ぶ様子や、白菜を漬けている水槽に裸の作業員が入ってかき混ぜている様子、窪みに置かれた大根を別の作業員が足で踏んで歩く様子など、不衛生な生産過程が露呈し韓国で不安が広がった。

### 漂白剤

#### 春雨
2003年、湖南省祁東県黄土鋪鎮大栄村の春雨工場でホルムアルデヒド系のホルムアルデヒドスルホキシル酸ナトリウム（Sodium formaldehyde sulfoxylate）が検出された。
これは中国で「吊白塊（ディオバイカイ）」と呼ばれるが、日本では内装材接着剤としても使用が禁止されている。この工場では当初、ピロ亜硫酸ナトリウムが使用されていた。
2006年の当局調査でも12社が吊白塊、工業用パラフィンなどを使用していた。
2004年5月には山東省煙台市竜口市で生産された「龍口春雨」が鉛で汚染されていたことが行政検査でわかった。緑豆の代わりにコーンスターチを利用し、それを透明にするため鉛の入った漂白剤を使用したことが原因とされ、山東省政府は業者を摘発した。
2006年12月には北京食品安全局調査で山東省煙台市産の春雨から工業用漂白剤であるホルムアルデヒドスルホキシル酸ナトリウムが検出され、発がん性であるとして煙台市当局は販売停止を命じた。
この春雨は香港、アメリカ合衆国でも販売されていた。ホルムアルデヒドスルホキシル酸ナトリウムはロンガリットとも呼ばれる。
2007年7月には上海市の調査で、広東省仏山市の春雨工場で無認可の着色料、工業パラフィン使用が発覚し、また鈴木譲仁の調査で吊白塊（ホルムアルデヒドスルホキシル酸ナトリウム）を使用していたことがわかった。
また漂白剤の過酸化ベンゾイルが使用されている「白馬小麦粉」も使用されていた。

#### 蒸し米・菓子
2004年には韓国へ輸出された中国製蒸し米、揚げ菓子などからホルムアルデヒドスルホキシル酸ナトリウムが韓国食品医薬品局の調査で検出され、韓国政府は8月13日に輸入を停止した。

### 酒
2004年、広東省広州市と湖南省鐘落潭で4人が毒入りの酒を飲んで死亡し、8人が広州市人民医院に搬送された。
行政調査によりメタノールの混合が発覚したため、地方当局は販売業者を摘発し bulk 社工場を閉鎖した。
2012年11月には湖南省湘西トゥチャ族ミャオ族自治州吉首市の高粱（コウリャン）を原料とする白酒の銘酒「酒鬼酒」にフタル酸ジブチル(可塑剤)が混入していることが発覚した。
12月には貴州産の茅台酒で基準値の139％にあたる1リットルあたり3.3ミリグラムのフタル酸ジ-2- エチルヘキシル（DEHP）が検出された。

### マラカイトグリーン

#### 鰻（2005）
2005年、韓国に輸入された中国産ウナギから発癌性物質マラカイトグリーンが検出され、後に日本に輸入されたウナギからも同物質が検出された。
マラカイトグリーンは主に抗菌剤、染料として使われている物質であり、日本では食品衛生法により、合成抗菌剤として食品中から検出されてはならないと規定している。

#### ヒラメ（2006）
2006年の暮れ、上海と北京の当局者はヒラメを調査していたところ、基準値を超えた違法な化学物質を含んでいるのを発見した。現在、中国の年間生産高は4万トンである。ある養殖業者はヒラメの免疫システムが弱くなってからは生産性を維持するために禁止された薬品を使い始めた。彼らはヒラメの病気を予防する十分な養殖技術を持っていないためである。上海市食品薬品監督管理局の当局者は魚のメタボロームに発癌性があるニトロフランが含まれているのを発見し、北京ではマラカイトグリーンを含む薬品を含んだ魚が見つかった。杭州市を含む他の都市ではヒラメの調査を開始し、山東省からのヒラメの仕入れを禁止した。
2006年、上海や北京、香港の多くのレストランでは、当局がヒラメに高濃度の違法な抗生物質が含まれているのを発見してからはヒラメを仕入れるのをやめた。

### 着色料

#### スーダンレッド
1996年、中国は食品製造業者に対し赤色着色料にスーダンレッドを使うことを禁止した。これは他の先進諸国が発癌性があり、他にも健康に対する影響があるという理由で使用を禁止している動きに合わせたものである。しかし2005年、質検総局と工商総局、国家食品薬品監督管理局は中国の大都市の多くでスーダンレッドが使用されているのを発見した。北京ではハインツチリソースに、広東省、浙江省、湖南省、福建省では野菜と麺に、中国国内の1200のケンタッキーフライドチキン、そして上海では医薬品にそれぞれ赤色着色料にスーダンレッドが使われていた。
中国政府は禁止したスーダンレッドを適切に規制できなかった理由として、食品の生産を監視する行政機関があまりにも多すぎ、また抜け穴作りをするなど無能であったこと、また、政府機関が着色料を発見する食品検査をする準備ができておらず、法を施行するには時期尚早だったことを挙げた。政府は国家、地方レベルでの食品の安全性を確立するシステムを確立、再編することを発表した。

#### 蒸しパンと着色料
2011年4月食品メーカー上海盛禄食品有限公司が、使用が禁止されている着色料や添加物を用いてマントウ（蒸しパン）を着色し、特定の食材を使っているかのように見せかけた「着色マントウ」を生産、販売。問題発覚時このメーカーは、4個入袋で83,716袋販売していた。上海市政府も事態を重く見て、問題のマントウの回収と専門調査委員会の設置を発表した。

### ペットフード
アメリカ合衆国などで、中国産原料を用いたペットフードを食べた犬や猫など数百匹が死ぬ事件が起こった。
この事件ではメラミンと、メラミンに含まれるメラミン合成時の副成品であるシアヌル酸が尿中で反応し生成した結晶（シアヌル酸メラミン：メラミンシアヌレート）が、腎不全を引き起こしたものと考えられる。メラミンはペットフード中のタンパク含有量（窒素含有量）を多く見せかけるために混入された。（贋造）

### 冷凍食品

#### 中国製冷凍餃子中毒事件（2007-2008）
2007年12月下旬から2008年1月にかけて、中国の河北省食品輸出入集団天洋食品工場（以下「天洋食品」）が製造し、日本たばこ産業 (JT) の子会社であるジェイティフーズが輸入、日本生活協同組合連合会が販売した冷凍餃子を食べた、千葉県と兵庫県在住の10人が健康被害を受けた事件。原因は冷凍餃子に有機リン系殺虫剤のメタミドホスが致死量含まれていたことであったが、毒物混入が中国での製造段階か、日本への輸入後に行われたかをめぐって日中両国の見解が対立し、外交問題にまで発展した。2010年に同社の中国人元従業員が、同社内で冷凍餃子にメタミドホスを混入させたとして中国当局に逮捕され、2014年に無期懲役の判決を受けた。この事件は日本国内で大きな社会問題となり、中国産食品の食の安全がクローズアップされた。

#### 冷凍いんげん
2008年10月、中国山東省の煙台北海食品が製造したニチレイフーズの冷凍インゲンから、有機リン系農薬のジクロルボスが検出された。検出量は最大で6900ppm（日本の食品安全基準0.2ppmの約34,500倍）。同年10月にイトーヨーカドー南大沢店（東京都八王子市）で当該製品を購入した主婦は、調理後の味見の際に舌に痺れを感じ、すぐに吐き出したが病院に入院し、翌日に退院した。厚生省の見解では、検出量が残留農薬とは考えられないほど大きいので、原液を混入されたものとみている。

#### 冷凍イチゴ
2012年9月、ドイツの学校や幼稚園約500カ所で約1万2000人が被害に遭う食中毒が発生し、ドイツの消費者保護・食品安全庁は、ソデクソが提供した給食の中国産冷凍イチゴに含まれていたノロウイルスが原因である可能性が高いと発表、ソデクソは在庫のイチゴを処分した。

### 肉類・肉加工品

#### 鶏肉・加工卵

##### フラルタドン
2008年5月9日、厚生労働省は中国産鶏肉を使った加工食品であるチキンカツ、生姜焼き用の鶏肉から、基準値以上の化学物質フラルタドンを検出したと発表。

##### メラミン
2008年10月16日、三井物産が中国から輸入し、キユーピータマゴに納入した乾燥卵からメラミンが検出された。
輸入した20tのうち400kgは市場に菓子パン材料として流通していた。
在庫19.6tは三井物産により回収済み。ニワトリの飼料にメラミンが混入したことが原因と考えられている。検出された濃度は最大で4.6ppm。同日、ジャパン・フード・サービス（兵庫県）が中国から輸入したフライドチキンからも、1.6ppmのメラミンが市場への流通前に検出された。

##### 人工卵
鶏卵に似せた「人工卵」の製造がなされ実際に中国で販売されているとされ、その素材や添加物により長期に摂取しつづけると肝障害など、人体に悪影響がある可能性が報じられている。

##### 鶏肉
2014年7月20日、上海福喜食品有限公司が期限切れの鶏肉を使用したナゲットを製造していたと東方衛視が報道した。
日本マクドナルドやファミリーマートなどがこの会社が製造した鶏肉を使用していたとして販売を中止した。

#### 豚肉
2010年6月、ドイツ卓球協会は、ドーピングに用いられるクレンブテロールが検出された所属選手1名を2年間の出場停止処分（その後、解除）とした。
その後、本人が意識的に摂取したものではなく、遠征先の中国蘇州市内のホテルで食べた豚肉に薬物が残留していたことが原因と判断されている。

##### 痩肉精豚
2011年3月、豚肉の6割から痩肉精(塩酸クレンブテロール)など、薬品が検出されたと報じられた。また成長促進のための抗生物質、消毒薬乱用、重金属の含有量超過が中国の豚に見られると指摘されている。
中国中央電視台も河南省にある10カ所の養豚場が、痩肉精を日常的に使用していると報じた。「痩肉」とは脂身の少ない豚肉のことで値段も脂肪が多いものよりも高く、この肉質を作るために使用されている薬品が「痩肉精」と呼ばれる。
この豚肉は日本国内への流通が懸念されていた。厚生労働省は、ちぬや冷食株式会社と日本ハム系子会社の宝幸株式会社の輸入した冷凍豚串カツからクレンブテロールが検出されたことから、平成21年6月、両社に対して中国産豚肉及びその加工品の自主検査を命じた。

### 調味料

#### 人毛醤油
2004年1月、中国のテレビ中国中央電視台の番組で人毛を精製して作られる醤油を暴露する番組「毛髪水醤油」が放送された。
記者たちの間で頭髪を原料にした醤油のことが話題になっていたところから取材が始まった。製造者によれば、人毛・頭髪は中国国内の美容院や理容店、病院から収集され、中にはゴミ（使用済みのコンドームや、使い古した病院綿、使用済みの生理用品、使い古した注射器など）が混入しているという。
人毛からアミノ酸を抽出し液体または粉末が精製され作られた人毛醤油は、秘密裏に日本などの外国へ輸出されるという。その後、中国政府は人毛を使って醤油を作ることを禁止した。

#### 地溝油
下水道の汚水を精製することにより食用油に再生、販売する行為が商業ベースで行われていることが、国営ラジオ放送サイト・中国広播網が2010年3月17日に放送した。
過去よりうわさはあったが、この年、国がはじめて認めた。
中国では地溝油と呼ばれ、食用油の年間消費量の10％にあたる200万－300万tが地溝油であることが明らかになった。

### カドミウム汚染米
2002年に中国政府農業部の「コメおよびコメ製品品質監督検査試験センター」の抜き取り検査で、サンプル中国米に含まれていた重金属で基準値超過率は鉛28.4％、カドミウムが10.3％であった。
2007年の南京農業大学農業資源環境研究所の潘根興教授の調査では中国の6地区（華東、東北、華中、西南、華南、華北）のコメを無作為分析した結果、10％のコメに基準値を超えたカドミウムが含まれており、重金属汚染米は長江以南で生産される籼米（せんまいインディカ米）であり、湖南省、江西省は深刻な状況にあった。
中国のコメの年産量は約2億トンなので、カドミウム汚染米の量は2000万トンとなり、日本の米生産量882万トン（2007年）の約2.3倍にのぼる。カドミウム汚染米を食べた広西チワン族自治区桂林市陽朔県興坪鎮の思的村の住民には骨軟化症、腎機能の低下、筋力低下、骨の激痛を発症しており、これは日本でのカドミウム中毒によるイタイイタイ病と同様の症状である。この思的村では1960年以前からカドミウム汚染が存在していたとの調査報告もある。
2008年4月の潘根興教授の再調査では江西省、湖南省、広東省などの米の60％以上に基準値を超えるカドミウムが含まれていた。
中国南部の酸性土壌で「超級雑交稲（スーパー・ハイブリッド稲。袁隆平が開発した品種）」を栽培すると通常の稲に比べてカドミウムの吸収量が高まり、また土壌のカドミウム汚染が汚染米の根本的な原因とされた。
2008年以降に限っても、中国の環境汚染による事故は100件以上発生、ヒ素、カドミウム、鉛など重金属を原因とするものが30件を越え、2009年の湖南省瀏陽市のカドミウム中毒事件では、約500人がカドミウム中毒になり、2人が死亡した。
2010年には武漢大学環境法研究所の王樹義教授の調査でも重金属類による土壌汚染は深刻で、また中国科学院生態環境研究センターの調査では、カドミウム、ヒ素、クロム、鉛など重金属汚染の影響を受けている面積は約2000万ヘクタールにおよび、中国の総耕地面積の約5分の1に及び、重金属類以外に農薬、抗生物質、病原菌などによる土壌汚染も進行している。
この汚染で中国全土で毎年1000万トン以上の穀物が減産になっている。
2010年2月3日、中国政府は土壌汚染防治法の公布準備を開始し、法案立案の専門家チームは「中国の現行の土壌汚染防止関連法規は、汚染の管理や改善に重点が置かれており、防止や予防が疎かになっていた」と指摘した。
2011年2月14日に中国で発行された週刊誌『新世紀週刊』で宮靖記者が「鎘米殺機（カドミウム米の殺意）」記事を掲載し、中国政府農業部や潘根興教授の調査にもとづくカドミウム汚染米が報道された。この記事は日本でも報道された。『財新網』も、中国国内で販売されている米の10％がカドミウムに汚染されていると報道した。
工場排水による土壌汚染などが原因とみられるが、2011年2月時点で、中国には重金属に汚染された土壌での栽培基準が存在しない。北村豊によれば、中国の公害病は日本のかつての公害病よりもはるかに深刻であるが、2011年2月時点で、中国政府は公害病の存在を公式に認めていない。
日本への中国米輸入は近年増加傾向にあり、2011年上半期には1万5484トンだったが、2012年上半期には3万5965トンにのぼり、輸入量は2.3倍になった（財務省統計）。イオングループ、イトーヨーカ堂などセブン&アイ・ホールディングス、ゼンショーホールディングスなどは、中国米を取り扱う予定はないとした。
『週刊文春』2013年2月14日号によれば、2002年の日本を基準値とすると長江河口の汚染は、水銀244倍、鉛3500倍、ヒ素1495倍、カドミウム4.2倍となる。重金属以外でもBHCやDDTなどの有機塩素化合物などによる土壌汚染が指摘されている。
中華人民共和国環境保護部の推計では、重金属汚染食料は年間1200万トンに上る。中国の富裕層は中国国内の野菜を信用せず、日本の野菜を食べているのに対して、中国産野菜の日本への輸出は年々増加している。

### 偽装品
中国では、偽ミルク、偽薬など偽装品が摘発されている。また日本でも中国産食品を日本国産とする産地偽装がたびたび発覚しており、他にも雪印、赤福、白い恋人、船場吉兆、マクドナルドなどの食品偽装が発覚している。
松浦晋也は「日本は中国を笑えない」が、日本の場合は「もったいない」から食製品の再利用や消費期限シールの張り替えが起き、中国の場合は「もうけるためなら、消費者に健康被害が出ようと知ったことではない」という考えが背景にあり、このような問題が起こると指摘している。

#### 偽薬
2007年に国家食品薬品監督管理局は薬品製造機関における調査員が解決した偽薬を含む14のケースと「健康事故」を含む17のケースを報告した。その一つは2006年5月に10人が注射を受け死亡した偽亮菌甲素Aの事件である。
亮菌甲素Aの製造工場の薬品品質検査官は薬品に化学物質ジグリコールを加えるのを忘れ、2006年7月、抗生物質と消毒剤を成分として飲み込んだ6人が死亡し、80人以上が病気になった。
2006年、政府は160の薬品製造者と小売店の営業免許を取り消した。
2007年、国際刑事警察機構のジョン・ニュートンによると、中国の犯罪組織が国境付近で大規模な偽薬の取引を行い、アフリカで発見されたことが明らかになった。
中国中央電視台はその組織が偽のアルブミンの製造で300%の利益を得、正規品の不足を補っていたと当局から引用した。

#### 人造フカヒレ
中国各地で高級食材であるフカヒレの偽物が大量に出回っていると、国営メディアが2013年1月に報じた。
そのフカヒレは、エイなど他の魚介類を用いた代用品ではなく、緑豆の粉と海藻由来コラーゲンを用いて人工的に製造した「人造フカヒレ」とされる。

### ジエチレングリコールが混入した風邪薬シロップと歯磨き粉
2006年から2007年にかけて、ジエチレングリコールが混入した中国製咳止めシロップにより、パナマで365人が死亡した。2007年5月にはパナマで中国製歯磨き粉から致死量のジエチレングリコールが検出された。また同月、ドミニカ共和国、オーストラリアでも発見された。
2007年6月1日、米国食品医薬品局（FDA）はロサンゼルス、プエルトリコ、マイアミで中国製歯磨き粉（商品名「ShiR Fresh Mint Fluoride Paste」）からジエチレングリコールが検出されたと発表した。米国の疾病管理センターとパナマ当局の合同調査で、溶解剤や不凍液など工業目的に使われるジエチレングリコールを、解熱やせき止めの効果を持つグリセリンと偽装して中国の江蘇省泰興市の工場において作成し、バルセロナの貿易会社経由でパナマに流通していたことが判明した。その後、工場責任者は中国当局によって検挙された。
日本においても同年、厚生労働省が中国製医薬部外品などの自主調査を製造業各社に要請したところ、2つの製品よりジエチレングリコールが検出されたため、販売元が自主回収した。

### 工業用ゼラチンによる医薬品カプセルとクロム検出
各国で食品廃材からコラーゲンやゼラチンどが抽出され医薬品や化粧品に利用されているが、2012年に中国で廃棄された革靴などの革製品から抽出された工業用ゼラチンが、薬用カプセルとして青海省、吉林省、四川省、河南省の製薬会社で加工され、また当局の調査で重金属クロムが検出されたことが発覚した。
中国では工業用ゼラチンの食用利用は禁止されており、また日本では厚生労働省医薬食品局がこれらの製薬会社のカプセルを使用しないように各自治体に通達した。在中国日本大使館も在中日本人にカプセル使用に注意するよう通達した。
中国当局CFDAの発表によれば、カプセル製造販売の中止命令を受けた製薬会社には長春海外製薬グループ会社、吉林省輝南天宇薬業株式有限会社 、丹東市通遠薬業有限会社、青海格拉丹東薬業有限会社、四川蜀中製薬株式有限会社、通化金馬薬業グループ株式有限会社、通化盛和薬業株式有限会社、通化頤生薬業株式有限会社、修正薬業グループ株式有限会社などがあり、カプセル抜き取り調査でクロムが検出された製造会社には浙江省新昌県の卓康カプセル有限会社、華星カプセル工場、瑞香カプセル有限会社、浙江康諾カプセル有限会社、浙江新大中山カプセル有限会社、新昌県沃洲カプセル有限会社、浙江林峰カプセル有限会社、誠欣カプセル有限会社、天林化工カプセル有限会社、重慶の匯祥カプセル有限会社、瑞迪カプセル有限会社、成都の正和薬用カプセル有限会社、金瑞薬用カプセル有限責任会社、河南省の焦作金箭実業総会社、昊海薬業有限会社などがある。

## その他の関連事例

### 給食における食中毒
2006年9月1日、四川省崇州市の小学校で給食を食べた300名以上の生徒が食中毒になった。
そのうち、およそ200名の生徒が頭痛や熱、吐き気、下痢のため病院に運ばれた。学校は調査のため一時的に閉鎖された。同日、遼寧省の中学校でも夕食を食べた生徒に食中毒が起きた。
教育部は調査を依頼し、調査員は食中毒の原因は学校の衛生状態であると推測した。夏休みの間、学校は清掃、消毒されず、生徒が9月に戻ってくると、不衛生な食品を食べたり、水を飲んだりするはめになった。

### 毒キノコ中毒
2006年の12月、北京の大鴨梨烤鴨店（Dayali Roast Duck Restaurant）で「ヤマドリタケ（Boletus、牛肝菌）」とするキノコを食べた16人が病院に搬送された。キノコは吐き気、めまいを引き起こし、食べた人は博愛病院と第307人民解放軍医院で治療を受けた。
2006年11月、衛生部の当局者は同年7月から9月31日までに、31人が死亡し183人が食中毒にかかったとしており、キノコによる食中毒の危機が高まっていると警告した。本物のヤマドリタケは無毒の食用きのこであるが、当局は人々が有毒なものとそうでないものとの正確な区別ができないのではないかと憂慮した。

### 段ボール肉まん
中国北京テレビは、北京市の工商当局が2007年7月11日に行った検査で、同市朝陽区の露店で「段ボール肉まん」が販売されていたと報道、段ボール片6に対して豚肉4の割合で肉まんを製造し、しかも病死した豚の肉を使用していたとスクープした（京華時報、2007年7月12日付）。
しかしその後、中国北京テレビは同年7月18日、番組の中で「段ボール肉まん」はやらせ報道であったことを認め、謝罪した。

### 仕事用の弁当
2024年8月31日、杭州で予定されていたマジシャンの劉謙の公演が、彼のチームメンバーが食中毒で体調不良を起こしたため、急遽中止された。8月30日に約30人のチームメンバーが仕事用の弁当を食べた後、腹痛や嘔吐などの症状を発症し、病院に緊急搬送された。主催者によると、食事は30人民元の弁当で、数日前から同じものを食べていたが、この日に食中毒が発生。公演は一度決行が検討されたが、重要な助演者の体調不良により最終的に中止が決定された。

## 国際社会の反応
ヨーロッパやアメリカ合衆国、日本、韓国などで中国産の食品に関連する健康被害や関連する事件が発生し、各国で問題視されてきた。2008年9月のメラミン汚染粉ミルクについては、中国産粉ミルクを輸入していたシンガポール、EU、フィリピン、韓国、インドネシアなどで輸入が停止された。

### EUなどでのポジティブリスト制度
2006年、残留農薬の指摘が相次いだ中国茶の主要輸入国であるEUが検査強化、日本が食品衛生法の規格基準の残留農薬基準にポジティブリスト制度（一律に基準値を上回る残留を禁止する制度でネガティブリストの対語）が導入された。
農薬の場合は、既存の個別食品の残留基準が設定されているものはその基準、設定されていない農薬についてはその合計が一律基準0.01ppm以下となるよう適用される）を導入した際、輸出量が減少した。 日本でも残留農薬等に関するポジティブリスト制度が導入されている。

### アジア開発銀行による勧告
2007年の初頭にアジア開発銀行が中国政府に対する批判と早急な改革を勧告する報告書を提出すると、中国の食品の安全性に対する不安は最高潮に達した。
同年国家食品薬品監督管理局は回答者の65%が食品の安全性に関心を持っているという調査結果を発表した。
その後、中国人民政治協商会議のメンバーである呂建中と国務院副総理の呉儀は謝罪と食品の安全性を監視するシステムを確立すると約束する声明を発表した。

### アメリカ合衆国
アメリカ合衆国では、米食品医薬品局（FDA）が2007年6月、中国産のウナギ、エビなど5種類の養殖魚介類について、アメリカで使用が禁止されている抗菌剤の検出が相次いだため、広範な輸入規制に乗り出すと発表した。
これらの抗菌剤が含まれていないことが証明されない限り、今後は輸入を認めないとした。
また中国産原料を用いたペットフードを食べた犬や猫数百匹が死ぬ、2007年のペットフード大量リコール事件が起こった。メラミンとシアヌル酸が尿中で反応し、腎不全を引き起こした。
また、2007年7月頃から、安全性に問題のある中国製の食材や原材料を使用していないということを意味するチャイナ・フリーというシールが食品業界、飲食店で使用されるようになった。チャイナ・フリーを「チャイナリスクの1つ」として捉える企業やエコノミストも少なくない。

### 日本の反応
日本における中国産輸入食品は量自体が他国に比して多いこともあるため、2007年9月時点で違反数、問題発生数もワースト1位であった。

さらに2007年12月下旬から2008年1月にかけては、天洋食品による中国製冷凍餃子中毒事件が発生した。
それ以降、中国産野菜の輸入は急減し、2008年2月は前年同期比の4割減、2008年全体でも25%減となった。これは消費者の中国食品への疑念が影響したものである。
中国製冷凍餃子中毒事件など、比較的注目を集めた安全性問題が複数起こったことにより、マスメディアによる中国産食品に関する報道が増えたため、中国産輸入食品の違反率や問題発生率が他国からの輸入食品のそれに比べて極端に大きいかのような印象が持たれ、中国産食品のイメージの悪化から、日本の中国地方にある中国食品工業が社名から風評被害を受けて2007年8月に倒産するという事態も生じた。
しかし、食品の輸入量に対する違反件数、問題発生件数の割合(違反件数 or 問題発生数÷輸入量)に関しては、中国産輸入食品の違反率、問題発生率は共に中国以外の国からの輸入食品の違反率、問題発生率よりも低い値となっている。

### 韓国
朝鮮日報によれば、韓国が価格重視であるのに対して、日本は品質を重視し、また日本企業は品質・安全性も重視して中国での生産行程を管理している。

## 中国政府の対応
中国政府は農産物の生産に対して監視するとともに、食品包装、容器、添加物、薬品製造、販売事業者に対して規制を課している。2003年、中国政府は国家食品薬品監督管理局を設立して食品の規制管理部門を統合したが、同局は食品の安全問題を解決するよう増え続ける国内外の圧力にさらされてきた。

### 監督・関連機関
全人代および全人代大会常務委員会と国務院は食品の安全性に関する法的規制を施行する主要な責任を負っている。以下に見るように中国国務院下のおよそ10の監督機関および関連機関が食品の安全性を監視し、食品に関する規制を指導している。
1949年に創設された衛生部は医療・疾病・衛生政策や関連法律施行、食品事故や食中毒事件などの緊急事態の危機管理を行い、食品の安全性の規制を監督している。また農業農村部は農業政策を担当し、農作物における残留農薬問題なども行う。商務部は食品の商取引の規制、管理、海外投資、食品の流通、国内外の市場活動を指導する。
1998年に国家医薬管理局、衛生部薬政局、国家中医薬管理局を統合して国家薬品監督管理局が設立され、さらに同局は2003年に国家食品薬品監督管理局に改編された。
2001年に輸出入食品を監視し検疫を行う国家質量監督検疫検験総局（質検総局）が設立され、品質管理司、輸出入食品安全局など20の司部を管轄下に置く。他に国家工商行政管理総局や栄養・食品安全所がある。栄養・食品安全所は中国疾病予防管理センターと中国予防医学科学院と提携している。

### 関連法規
1982年の食品衛生法は1995年の食品衛生法に改正され、食品の安全性を規制した。しかし、1995年の食品衛生法 の改正以来、食品や医薬品関連の大きな法改正はされていない。

### 食の安全管理強化
果物については「輸出果物の検査検疫監督管理方法」を2007年2月1日に施行する等、管理強化を図り、中国製品の国際競争力の強化・信頼性回復を目指している。
2007年10月、中国は食品の製造における品質向上と監視を目的として、新しい国家基準を法律で制定した。新法は食品産業における生産の標準化と違法活動の撲滅を目指している。質検総局は食品の生産、流通、販売をすべてカバーする新しい規制を起草し、いくつかの政府機関による無責任な監視を黙認してきたつぎはぎだらけの現在の法律に代わる国家基準を創設する。

## 中国の抗弁

### 中国食品は安全性が高いとする報道
中国国際放送局（CRI）の2007年9月14日の「日本週刊誌、輸入食品の基準超過率で中国は23位と発表」と題する報道でも、中国国家品質監督検査検疫総局は、同じく週刊誌アエラの記事を引用して、中国産食品の安全性に対して、中国大陸の基準超過率は 0.58 % で、23位であり、アメリカ、オランダ、イタリア、オーストラリアなど先進国の食品よりははるかに安全であると主張した。しかしこの記事は「買い付け」と「品質管理」の因果関係を検証するものではなかった。

## 要因
中国の食品の安全性を脅かす要因として、以下のものが挙げられている。

### 環境問題
- 農作物、家畜を生育する水源・土壌の汚染[174][175]。（中国の環境問題も参照）

### 飼育環境
- 家畜の飼育基準の不徹底。（不衛生な生育環境、家畜育成用抗生物質の乱用など。鳥インフルエンザ、SARSの項目も参照）

### 禁止農薬の使用
- 農作物を育てる際の不適切な農薬の使用。（他国では既に使用禁止されている農薬の使用・不適切な使用量）[176]

### 製造・加工過程
製造・加工過程でのモラルの低下、不良品の混入が指摘されている。
また、作家の周勍が2006年に中国で発表した「民以何食為天」では、四川省の有名な漬物四川泡菜の工場では「食品不可」と書かれた工業塩が大量に使用され、漬物桶には殺虫剤として純度99％のDDTが使用されていたことが報告されている。
また、貴州の名物料理酸湯魚では違法のケシが混入され、北京市朝陽区平房郷のちまきの闇工場では濁った水でチマキの葉を洗い、汚水のなかに食品ケースが漬けられ洗浄されておらず、低賃金労働者（民工）は、カビなどで食用不適とされた米（民工米）をまかないとしているなど、劣悪な労働現場の問題も報告されている。
中国中央テレビの「3.15晚会曝光」という番組において、中国全土で普及している辣条というスナック菓子に、製造機械からにじみ出るグリースの粉塵が混入したり、原材料を地面に放置する、従業員が素手で包装を行うといった事例がみられたとしている。また湖北省食品医薬品局は、ソルビン酸やデヒドロ酢酸などは辣条をはじめとする小麦粉製品には適さず、これらを使用した製品を食用をしないように呼びかけを行っている。

### 偽装問題
- 食品添加物・内容物の偽装[180]。

偽ミルク、偽薬、偽フカヒレ、偽羊肉など、食品偽装問題がある（#事例）。

### 中国の食品規制体制
中国では単独の行政機関がすべての食品の安全性の責任を負うのではなく、各部の職務はしばしば重複し、地方の機関と中央政府との間に明確な上下関係はない。関係部局が複雑であったため、全国人民代表大会は2003年それを解消すべく国家食品薬品監督管理局を設立し、すべての食品の安全性の監視、規制を単独で行うことが提案された。しかし、同局は単独の担当機関になることはできず、他の機関も継続して監視することになった。この不透明な責任の分裂は各部の対立や、国民が不満を述べたり、大きな危機を解決する必要があるときにどこへ行けばいいのか分からないといった混乱を生み出した。中国の食品規制は複雑でその監視システムは無責任であり、部局は重複し、あいまいな義務を課している。関係部は食品の安全性の責任を共有し、地方行政機関も食品の生産と販売を監視している。2007年4月にWHOのヘンク・ベケダムはこれまで施行されてきた食品や医薬品関連の法律はそれ自体が基本法の目的に沿わないその場しのぎの方法を生み出してきたと批判している。

### 中国官僚の不祥事
2007年7月10日、国家食品薬品監督管理局の元局長である鄭篠萸は偽薬を認可する際、企業から賄賂を受け取っていたとされ、処刑された。